# Klas Särner
Klas Johan Gustaf Särner, född 25 december 1891 i Habo, död 22 januari 1980 i Stockholm, var en svensk armeofficer och idrottslärare. Han blev olympisk guldmedaljör 1920.
Klas Särner var son till kyrkoherden Gustaf Särner och Kristina Ljungström. Efter studentexamen i Vänersborg 1911 blev han underlöjtnant vid Västgöta regemente 1913 och kapten vid Älvsborgs regemente 1928. Han avlade gymnastikdirektörsexamen vid Gymnastiska centralinstitutet 1922 och var lärare i idrott där 1924–1946. Han var lärare i fäktning vid Dramatiska teaterns elevskola 1935–1946. Från 1946 var han lärare i gymnastik med lek och idrott vid Bromma läroverk. Särner studerade 1926 vid Joinville-le-Pont i Frankrike samt 1928 vid Scuola Centrale di Educazione Fisica i Italien. Han var ledamot av styrelsen för Stockholms gymnastikförbund 1924–1946, av Svenska gymnastiklärarsällskapets centralstyrelse 1936–1946 och ordförande i styrelsen för Stockholms roddförening 1941–1946, samt var ledamot av styrelsen för Sveriges centralförening för idrottens främjande från 1939. Särner utgav bland annat Utbildning i bajonettstrid (1927). Han deltog i svenska gymnastiktruppen vid Olympiska spelen 1912 och 1920 samt i KFUM-truppens uppvisningar i Berlin och Prag 1920.